# Histoires de Schtroumpfs
Histoires de Schtroumpfs est le huitième album de la série de bande dessinée Les Schtroumpfs de Peyo publié en 1972 aux éditions Dupuis.
Dans cet album, à la différence des autres albums de la série qui contiennent une ou plusieurs histoires complètes, on trouve une cinquantaine de courtes histoires d'une page ou d'une demi-page sous forme de gags.

## Univers
L'histoire se déroule principalement dans le village des Schtroumpfs et aux alentours.